# Resurrection (film, 1927)
Pour les articles homonymes, voir Resurrection.
Pour plus de détails, voir Fiche technique et Distribution.
Resurrection est un film américain réalisé par Edwin Carewe et sorti en 1927. C'est l'adaptation au cinéma du roman Résurrection de Léon Tolstoï. Le réalisateur en fait un remake entièrement parlant en 1931 avec d'autres acteurs.

## Synopsis
Katyusha, une jeune fille de la campagne, est séduite et abandonnée par le prince Dimitry. Dimitry se retrouve, des années plus tard, devant un jury jugeant la même Katyusha. Il la suit jusqu'à l'emprisonnement en Sibérie, avec l'intention de la sauver.

## Fiche technique
- Réalisation : Edwin Carewe
- Scénario : Edwin Carewe, Finis Fox d'après l'œuvre de Tolstoi
- Photographie : Robert Kurrle
- Distributeur : United Artists
- Montage : Jeanne Spencer
- Durée : 10 bobines[1]
- Date de sortie :
  - USA : 19 mars 1927

## Distribution

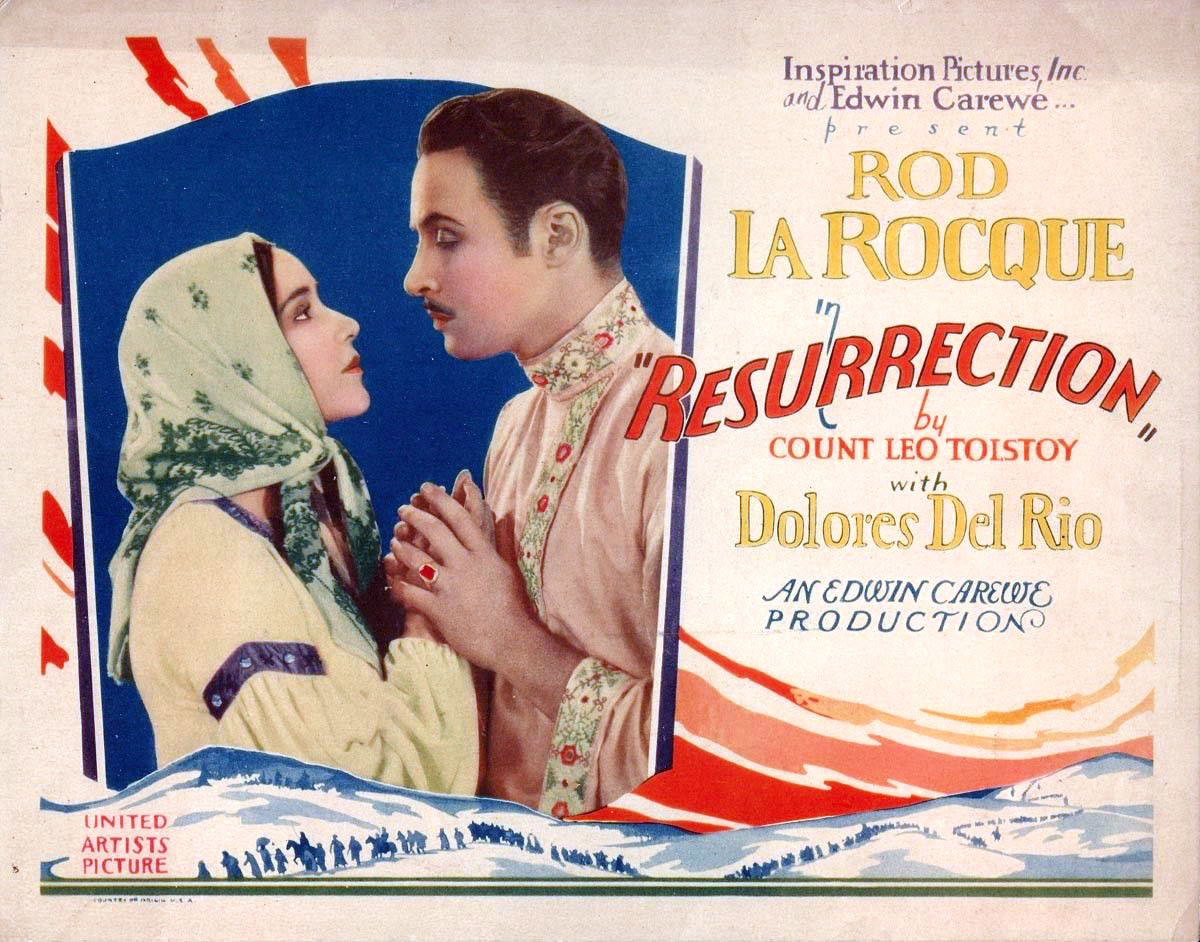
Dolores del Río et Rod La Rocque sur une carte promotionnelle du film

- Dolores del Río : Katyusha Maslova
- Rod La Rocque : Prince Dimitry Ivanich
- Lucy Beaumont : tante Sophya
- Vera Lewis : tante Marya
- Marc McDermott : Major Schoenboch
- Clarissa Selwynne : Princesse Olga Ivanovitch Nekhludof
- Eve Southern : Princesse Sonia Korchagin
- Ilya Tolstoy : le vieux Philosophe